# Sindre W. Goksøyr
Sindre Wexelsen Goksøyr (né le 5 février 1975 à Oslo) est un auteur de bande dessinée, illustrateur et artiste visuel norvégien, membre du collectif Dongery (no). 

## Biographie
Après s'est consacré à la musique dans ses jeunes années, Goksøyr étudie les arts visuels à la Westerdals School of Communication (en) entre 1999 et 2002. Il y forme avec des artistes qu'il rencontre le collectif Dongery (no) et réalise avec Kristoffer Kjølberg cinq numéros de Lisboa Comics entre 2001 et 2007. Il publie dans la plupart des revues alternatives norvégiennes, et d'autres en Europe, comme Stripburger. Depuis 2012, il réalise le comic strip Kongen din (« notre roi »), d'après le compte Twitter satirique tenu par Odd-Magnus Williamson (no).

## Distinction
- 2011 : Prix Sproing de la meilleure bande dessinée norvégienne pour Hrmf!